# Дисилилметан
Дисилилметан — кремнийорганические соединение
с формулой SiH3-CH2-SiH3,
бесцветный газ.

## Получение
- Восстановлением бис(трихлорсилил)метана алюмогидридом лития:[1]

{\displaystyle {\mathsf {2Cl_{3}Si{\text{-}}CH_{2}{\text{-}}SiCl_{3}+3Li[AlH_{4}]\ \xrightarrow {} \ 2SiH_{3}{\text{-}}CH_{2}{\text{-}}SiH_{3}+3LiCl+3AlCl_{3}}}}

## Физические свойства
Дисилилметан образует бесцветный газ.